# Båstnäs
Il cimitero delle automobili di Båstnäs, ex Bilskrot di Ivansson, è un deposito di automobili abbandonato nel comune di Årjäng, diventato un'attrazione turistica.
All'inizio degli anni '50, i fratelli Rune e Tore Ivansson aprirono un'officina automobilistica, che in seguito divenne un deposito di rottami, Båstnäs con l'idea imprenditoriale di vendere anche auto usate smontate a clienti norvegesi. A quel tempo, la Norvegia aveva tariffe automobilistiche elevate, ma le parti di automobili erano esenti da dazi. In questo modo, un'auto poteva essere smontata nel motore, nella carrozzeria e negli assi delle ruote e trasportata a buon mercato attraverso il vicino confine in Norvegia in occasioni separate.
Alla fine degli anni '70 il livello dei pedaggi cambiò e i tempi per le auto da rottamare a Båstnäs peggiorarono. L'azienda perse la licenza per la rottamazione negli anni '80. Nel 2024 ci saranno circa 800 resti delle automobili sparsi su due ettari di terreno.

## Galleria d'immagini

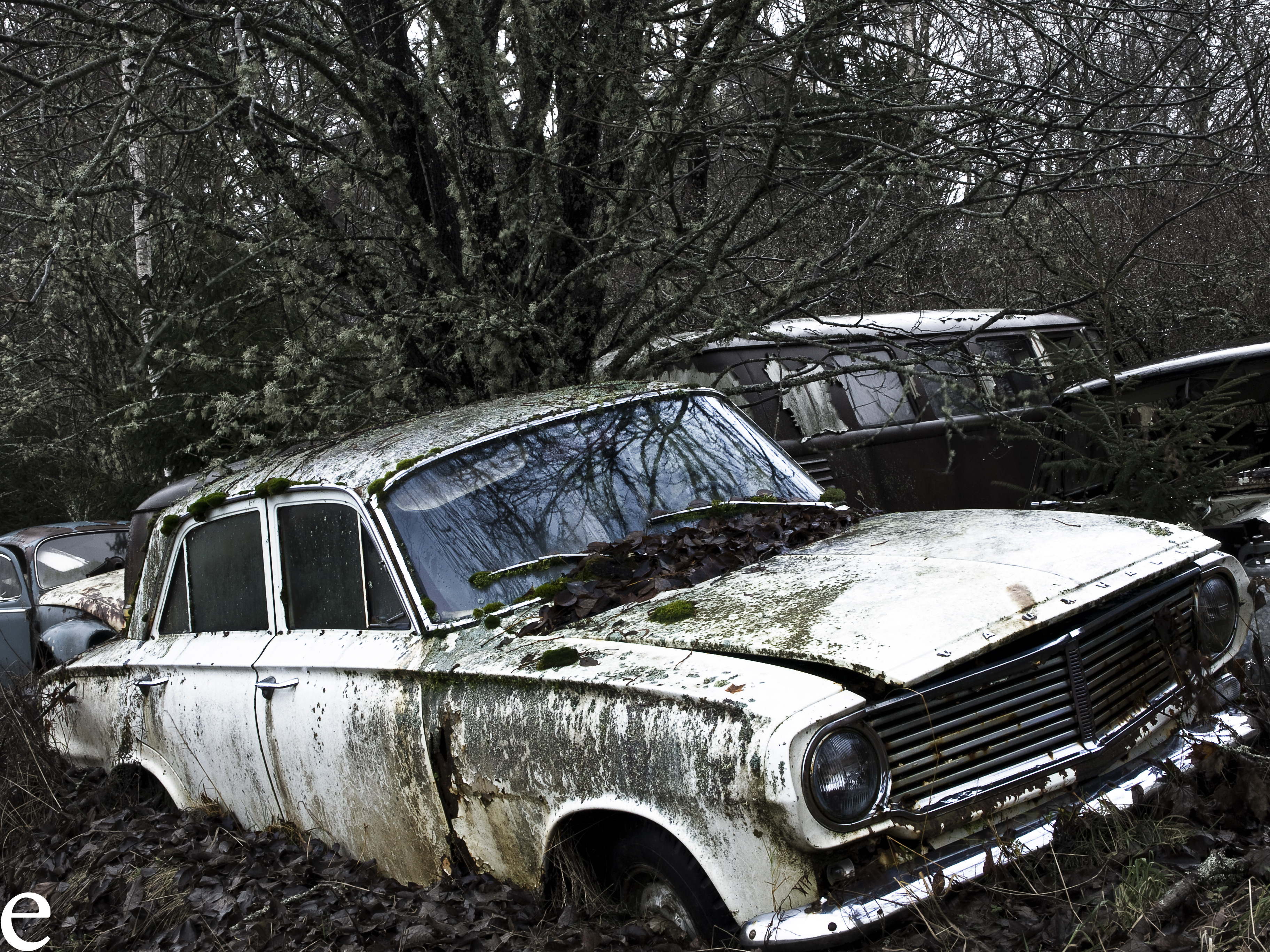
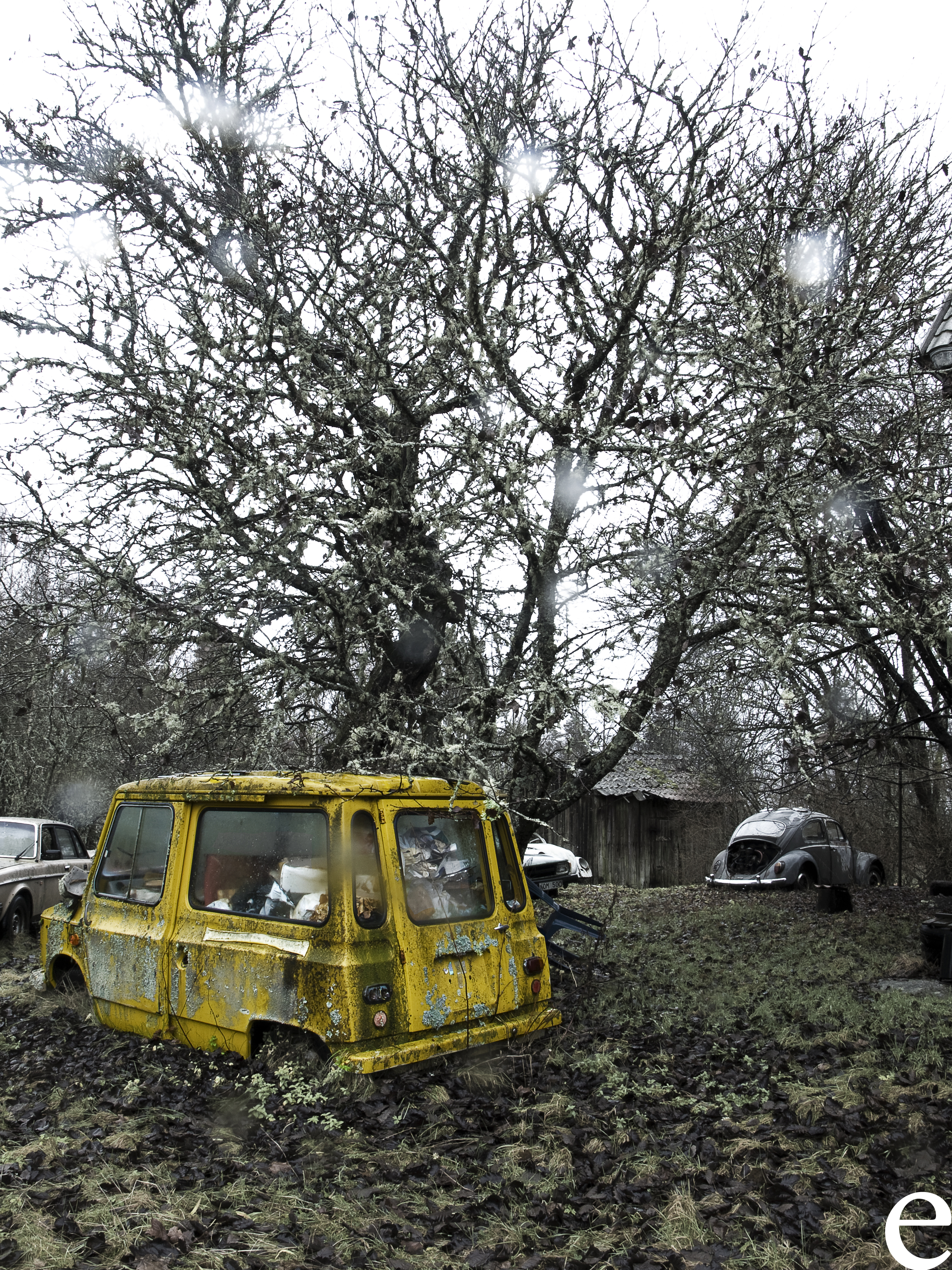
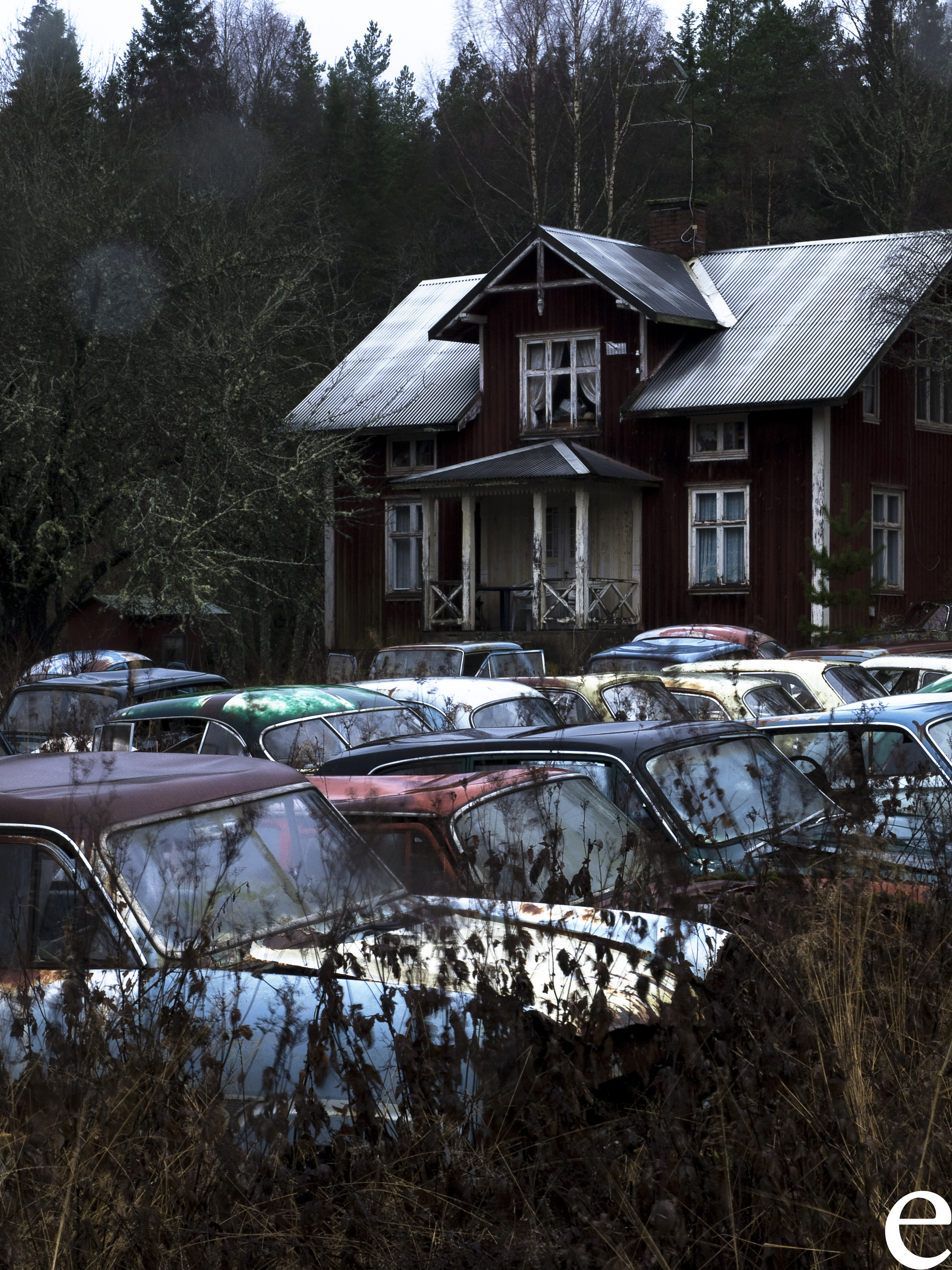
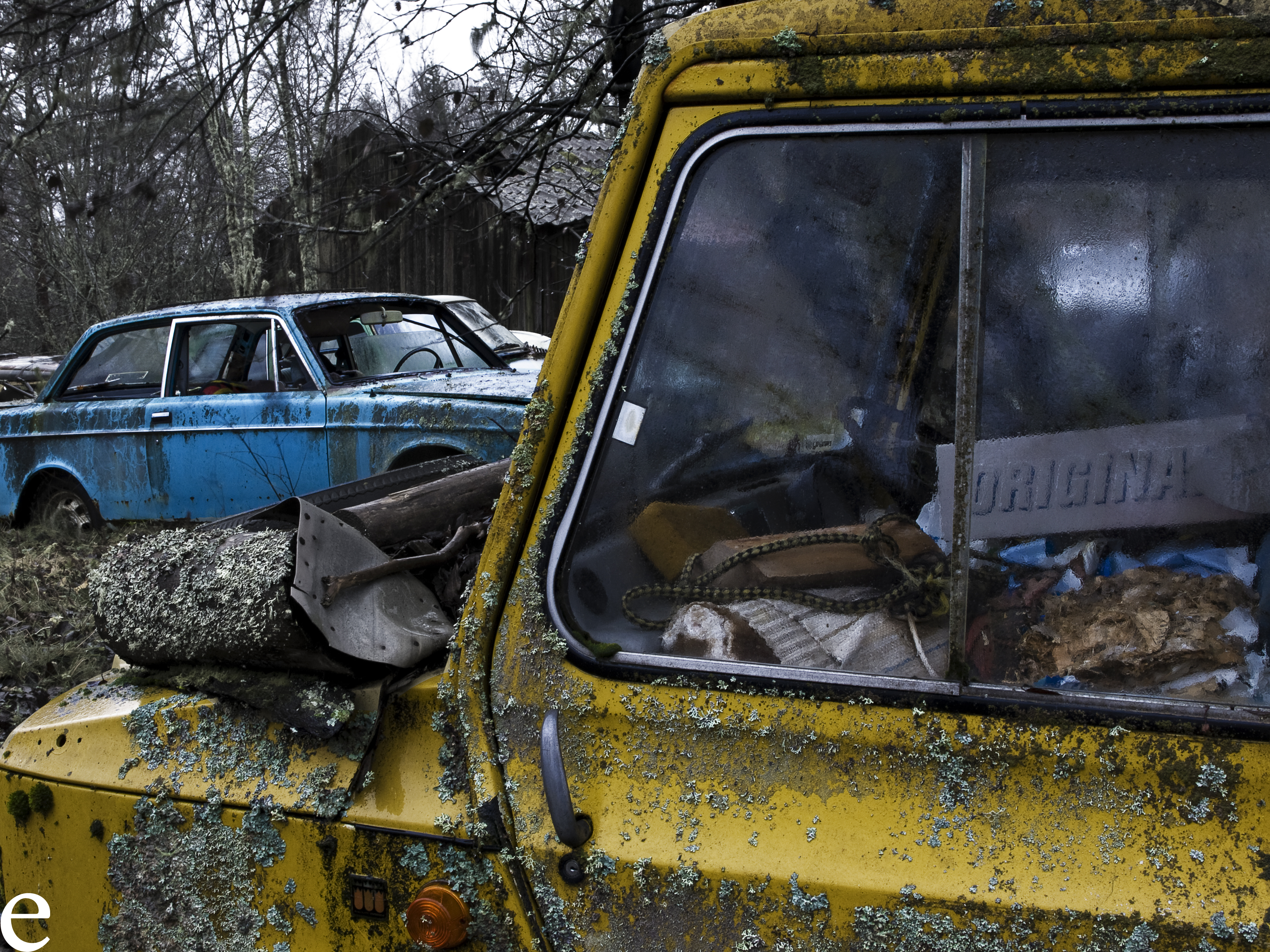
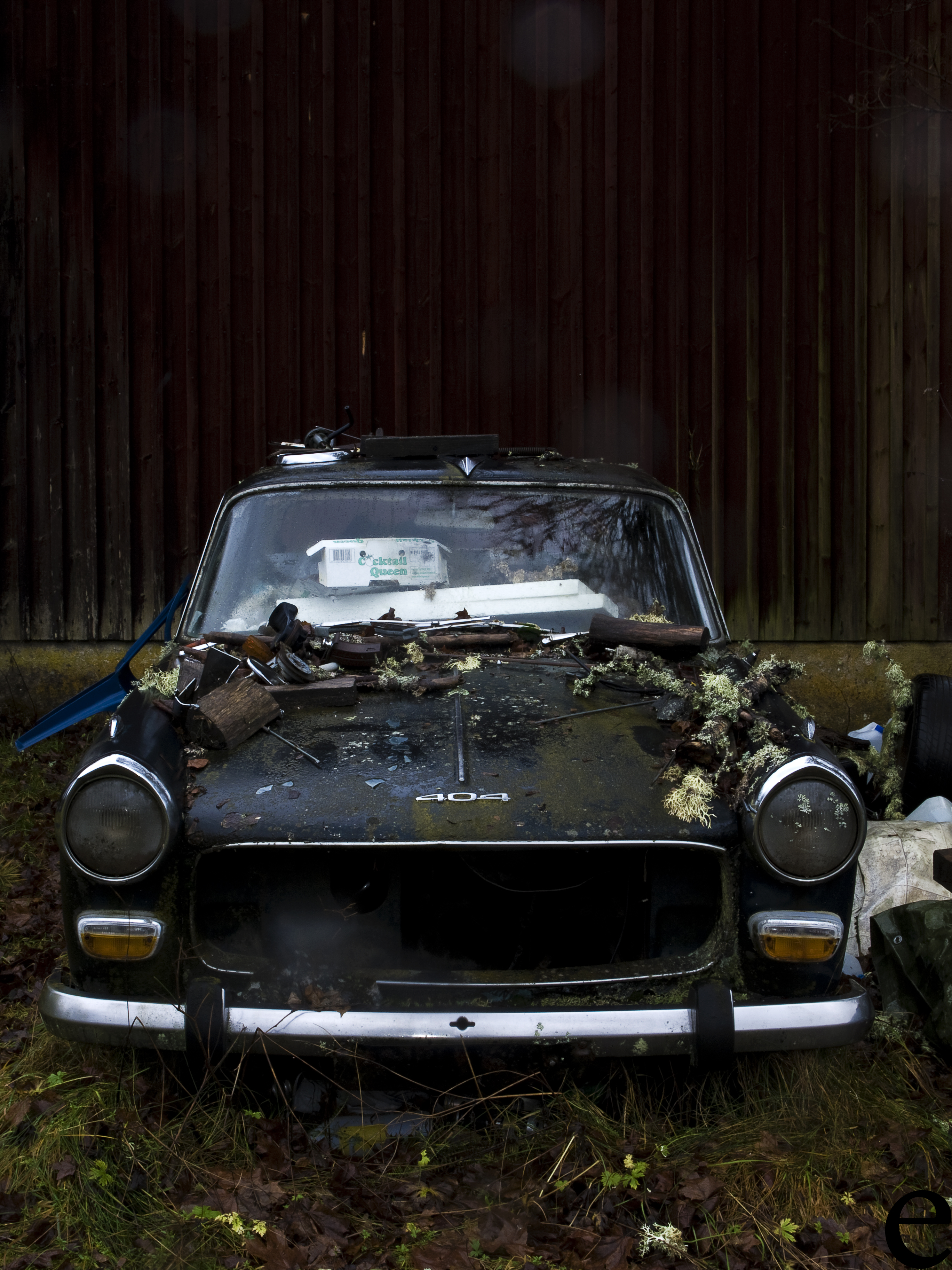